# Ružno Pače (glazbenik)
Žan Pasarić, poznatiji pod umjetničkim imenom Ružno Pače, slovenski je pjevač, glazbenik i grafički dizajner.

## Diskografija
Studijski albumi
- Hentai, spid & emo pank! (2020.)
- Relaps (2025.)

Singlovi
- "Volim tebe mrzim sebe" (2019.)
- "Oči Crvene" (2019.)
- "Ispod Mosta" ft. Goca R.I.P. (2020.)
- "Hoću da mi cijeli svijet popuši k*rac" (2020.)
- "Lav Song" (2021.)
- "SEDAM MILIJUNA" (2023.)
- "Relaps" (2025.)